# Sandbäckshult
Sandbäckshult is een plaats in de gemeente Mönsterås in het landschap Småland en de provincie Kalmar län in Zweden. De plaats heeft 83 inwoners (2005) en een oppervlakte van 17 hectare.
De plaats is ontstaan op een kruispunt van de spoorlijnen Kalmar - Berga - Linköping en Mönsterås - Åseda. Het station was in gebruik van 1917 tot 1963, de plaats had in die tijd zelfs een eigen hotel, kartonfabriek en houtzagerij. De spoorlijn naar Åseda is inmiddels afgebroken, de lijn naar Mönsterås is alleen voor goederenvervoer in gebruik.